# Twilight
Twilight är en amerikansk romantisk dramafilm som hade världspremiär den 21 november 2008. Filmen är baserad på boken Om jag kunde drömma (Twilight). Filmen har släppts på DVD och Blu-ray. Första uppföljaren, New Moon, hade premiär den 20 november 2009 och den tredje filmen i serien, Eclipse, hade premiär den 30 juni 2010.

## Handling
Handlingen kretsar kring huvudpersonen Isabella "Bella" Swan (spelad av Kristen Stewart). Hon bor i Phoenix, Arizona, med sin mamma och hennes nya man Phil. Men Phil behöver resa mycket i sitt jobb som basebollspelare, så Bella bestämmer sig för att bo med sin pappa Charlie som är polismästare för att göra sin mamma lycklig. Charlie bor i den regniga småstaden Forks i delstaten Washington. Hon kommer dit i början av vårterminen på sitt andra år, men får ganska snabbt vänner. På lunchen en dag får hon syn på syskonen Cullen, och blir genast intresserad av den mystiske Edward Cullen (spelad av Robert Pattinson). Edward undviker henne till en början, men inser snabbt att han inte kan vara utan henne. Bella börjar få misstankar om Edwards talanger, till exempel att han är väldigt stark, snabb, likblek, kallhudad och att hans ögon byter färg. Till slut kommer hon fram till att han är en vampyr, men det hindrar henne inte från att bli kär i honom. En komplicerad förälskelse får sin början och gör livet svårt för det omaka paret. När det dessutom dyker upp ondsinta vampyrer (James, Victoria och Laurent) i staden får Bella och Edward kämpa för att kunna vara tillsammans. Men de slutar inte älska varandra.

## Premiärdatum
Filmen hade premiär den 21 november 2008 i USA, Sydkorea, och Sverige. I andra länder gäller dessa datum:
- 25 december 2008: Argentina, Brasilien, Singapore
- 1 januari 2009: Storbritannien, Ryssland
- 8 januari 2009: Australien, Nya Zeeland, Filippinerna
- 9 januari 2009: Nederländerna
- 16 januari 2009: Polen
- 22 januari 2009: Tyskland, Finland
- 20 mars 2009: Venezuela

## Skådespelare (i urval)
- Isabella "Bella" Swan - Kristen Stewart
- Edward Cullen - Robert Pattinson
- Jacob Black - Taylor Lautner
- Charlie Swan - Billy Burke
- Alice Cullen - Ashley Greene
- Jasper Hale - Jackson Rathbone
- Emmett Cullen - Kellan Lutz
- Rosalie Hale - Nikki Reed
- Carlisle Cullen - Peter Facinelli
- Esme Cullen - Elizabeth Reaser
- Jessica Stanley - Anna Kendrick